# クラップフェンの森で
『クラップフェンの森で』（クラップフェンのもりで、ドイツ語: Im Krapfenwald'l）作品336は、ヨハン・シュトラウス2世が作曲したフランス風ポルカ。作曲者の著名なポルカ・フランセーズ。

## 楽曲解説
1856年、シュトラウス2世はロシア帝国の鉄道会社と契約を結び、毎年夏のシーズンにはパヴロフスクの駅舎で演奏会を指揮するようになった。シュトラウス2世は一年のうちの半分をパヴロフスクで過ごすようになったため、ロシアで作曲された楽曲も多数存在する。1869年に発表されたこの『クラップフェンの森で』もそういった曲のひとつであり、オリジナルの曲名は『パヴロフスクの森で（ロシア語: Im Pawlowsk Walde）』であった。現在の曲名は、ウィーン向けに差し替えられたものである。
森に棲む鳥の表現として、演奏に鳥笛が用いられる。
ちなみに、作曲者の父ヨハン・シュトラウス1世も、非常によく似た邦題のワルツ『クラップフェンの森』（作品12）を1828年に作曲している。 こちらの原題は「Krapfen-Waldel」である。

## ニューイヤーコンサート
ウィーンフィル・ニューイヤーコンサートへの登場は以下の通りである。
| - 1944年 - クレメンス・クラウス指揮 - 1948年 - クレメンス・クラウス指揮 - 1950年 - クレメンス・クラウス指揮 - 1952年 - クレメンス・クラウス指揮 - 1954年 - クレメンス・クラウス指揮 - 1962年 - ヴィリー・ボスコフスキー指揮 | - 1964年 - ヴィリー・ボスコフスキー指揮 - 1966年 - ヴィリー・ボスコフスキー指揮 - 1973年 - ヴィリー・ボスコフスキー指揮 - 1989年 - カルロス・クライバー指揮 - 2006年 - マリス・ヤンソンス指揮 - 2010年 - ジョルジュ・プレートル指揮 - 2021年 - リッカルド・ムーティ指揮 |